# La Fouine
Laounni Mouhid znany również jako La Fouine (ur. w 1981 roku w Trappes w północnej Francji) – francuski raper. Z pochodzenia jest Marokańczykiem. Do jego najpopularniejszych utworów należy między innymi „Qui peut me stopper?” (Kto może mnie zatrzymać?) z albumu Aller-Retour. Jest żonaty i ma urodzoną w 2003 roku córkę o imieniu Fatima.

## Dyskografia
- 1999: Gloire et misère 1 (Maxi)
- 1999: Gloire et misère 2 (Maxi)
- 2000: Tous les mêmes choses (Maxi)
- 2000: Roue arrière (Maxi)
- 2001: Gloire et misère 3 (Maxi)
- 2001: J'avance (Maxi)
- 2004: Planète Trappes Vol.1 (Mixtape)
- 2005: Bourré Au Son
- 2006: Planète Trappes Vol.2 (Mixtape)
- 2007: Aller-Retour
- 2008: Capitale Du Crime (Mixtape)
- 2009: Mes Repères
- 2010: Capitale du Crime Vol. 2 (Mixtape)
- 2011: La Fouine VS Laouni
- 2011: Capitale du Crime Vol. 3 (Mixtape)
- 2013: Drôle de parcours
- 2014: Team BS
- 2014: Capitale du Crime Vol. 4 (Mixtape)
- 2016: Nouveau Monde
- 2017: Capitale du Crime Censuré (Mixtape)

## Single
- 2004: Quelque chose de ouf
- 2007: L'unité (feat. Jimmy Sissoko)
- 2007: Reste en chien
- 2007: Qui peut me stopper ?
- 2007: Banlieue sale
- 2007: On s'en bat les couilles
- 2007: Tombé pour elle (feat. Amel Bent)
- 2008: Ca fait mal (feat. Soprano & Sefyu)
- 2009: Tous les memes
- 2009: Du Ferme
- 2009: Hamdoulah ça va (feat. Canardo)
- 2009: Chips
- 2009: Krav Maga
- 2009: Banlieue sale music (2)
- 2009: La3bine (feat. Don Bigg)
- 2010: Krav Maga
- 2010: Pleure Pas (feat. Green Money, Canardo & Kennedy)
- 2010: Les Balances Respéctées
- 2010: Iblis (feat. Canardo)
- 2010: Bang Bang
- 2010: Vodka Redbull
- 2010: Nés Pour Briller
- 2010: Mauvais Oeil (feat. Green)
- 2010: Dans La Capitale Du Crime (feat. Roi Heenok)
- 2010: Voitures Allemande
- 2010: Procureur De Versailles (feat. Chabodo, A2P et Vincenzo)
- 2010: Banlieue Sale Music (feat. Nessbeal)
- 2010: Viser la victoire (feat. Admiral-T, Médine)
- 2011: Passe Leur Salam (feat. Rohff)
- 2011: Veni Vidi Vici
- 2011: Caillra For Life (feat. The Game)
- 2011: Papa
- 2011: Les Soleils De Minuits
- 2011: Bafana Bafana Remix
- 2011: VNTM.com
- 2011: Vécu (feat. Kamelancien)
- 2011: J'arrive en balle (feat. Fababy)
- 2011: C'est bien de... (feat. Fababy)
- 2011: Ben Laden
- 2011: Rollin' Like A Boss (feat. T-Pain & Mackenson)
- 2012: J'avais pas les mots
- 2013: Ma meilleure (feat. Zaho)
- 2013: Quand je partirai
- 2013: La Fête des Mères